# Choo Shin-soo
Choo Shin-soo (hangul: 추신수; hanja: 秋信守), född den 13 juli 1982 i Busan, är en sydkoreansk professionell basebollspelare som spelar för Texas Rangers i Major League Baseball (MLB). Choo är outfielder.
Choo har tidigare spelat för Seattle Mariners, Cleveland Indians och Cincinnati Reds.
Choo vann silver i World Baseball Classic 2009 med det sydkoreanska landslaget.
I december 2013 blev Choo klar för Texas Rangers efter att ha skrivit på ett kontrakt som sträckte sig till och med 2021 och värderades till 130 miljoner dollar.
När Choo i maj 2018 slog sin 176:e homerun i MLB satte han nytt rekord för spelare födda i Asien. Det tidigare rekordet innehades av japanen Hideki Matsui. Samma säsong togs han ut till sin första all star-match som den första icke-pitchern från Sydkorea i historien. Han hade även en period där han kom ut på bas i 52 raka matcher, ett nytt klubbrekord för Rangers och den längsta sviten i MLB sedan 2007.